# Осташко, Руслан Станиславович
Руслан Станиславович Осташко (укр. Руслан Станіславович Осташко; род. 18 февраля 1979 года, Донецк, УССР, СССР) — российский телеведущий, музыкант, блогер, создатель и главный редактор канала «Политическая Россия», бизнесмен, член Совета Фонда развития интернет-инициатив. Проживает в двух городах — Москве и Севастополе. Лидер музыкальной группы «Наши».

## Биография
Родился 18 февраля 1979 года в Донецке (Украинской ССР) в семье военнослужащего. В 1996 году, окончив школу в Севастополе, где прожил 12 лет, переехал в Москву и поступил в Московский пограничный институт ФСБ России, который окончил с красным дипломом.
С 2003 года Осташко занимался бизнесом в сфере интернет-технологий. Соучредитель нескольких коммерческих компаний (с 2017 года совместно с тёщей члена ЦИК России Антона Лопатина Лопуховой Марией Васильевной и женой председателя Государственной думы VII созыва Вячеслава Володина Полякиной (Володиной) Яной Юрьевной), владелец созданной в 2009 году «Ост Медиа». После выборов в Государственную Думу в 2011 году и последовавших после них протестов заинтересовался политикой, состоял в «Молодой гвардии».
С 2014 года вёл YouTube-канал Политическая Россия (до его блокировки в 2022 году), позже у проекта появился собственный сайт Politrussia.com. Проект характеризуется как «провластный» и критикуется за преследование несистемной оппозиции и за провокационные репортажи (в частности медийную огласку получила публикация об опасности спиннеров), на сайте продвигалась антиукраинская и провоенная повестка.
В 2015 году вёл передачи «Глобальная деревня» и iTech на радио «Говорит Москва».
С 2015 года начал активно участвовать в телевизионных политических ток-шоу в роли приглашённого эксперта.
С декабря 2018 по февраль 2019 года работал на телеканале НТВ ведущим передачи «Вежливые люди». Проект просуществовал три месяца и был закрыт.
В 2019 году выставлялся на выборах в депутаты городского законодательного собрания Севастополя как самовыдвиженец, при этом продвигал лояльного Алексею Чалому кандидата против кандидата, лояльного губернатору Дмитрию Овсянникову.
В апреле 2020 года возглавил волонтёрский штаб «Мы вместе» в Севастополе.
С января 2021 года ведущий программы «Время покажет» на Первом канале, во время вторжения России на Украину продвигал радикальную антиукраинскую риторику.
В ноябре 2021 года стал сооснователем поп-рок группы «Наши».
30 сентября 2022 года принял участие в качестве ведущего в митинге-концерте, посвящённом аннексии оккупированных украинских регионов.Также был ведущим в митинге-концерте 22 февраля 2023 года.
29 июня 2025 года Руслан Осташко выступил в Пхеньяне с авторской песней «Солнце Кореи» на стихи Владимира Малышева. Концерт прошёл в рамках официального визита в КНДР делегации Министерства культуры Российской Федерации во главе с министром Ольгой Любимовой. В зале присутствовал Председатель государственных дел КНДР Ким Чен Ын. Исполнение вызвало большой отклик у корейской публики, а местные представители культуры отметили как глубину текста, так и эмоциональность исполнения. Песня стала символом укрепляющегося культурного сотрудничества между Россией и КНДР.

## Личная жизнь
Личную жизнь широко не афиширует. Воспитывает сына 2010 года рождения и дочь 2022 года рождения.
21 августа 2021 года женился в четвёртый раз.
29 июля 2023 года семья Осташко объявила об успешном завершении процесса удочерения теперь уже старшей дочери Виктории. Она родилась  на Украине, в Луганске, ей 15 лет. В раннем детстве она лишилась матери (по болезни). Воспитанием Вики занималась старшая сестра, которая умерла от сердечного приступа на глазах ребёнка. Биологический отец от воспитания самоустранился. У Вики диагностирована спинальная мышечная атрофия и сахарный диабет. Семья занимается лечением ребёнка.

## Конфликты
В 2017 году, по заявлению Ксении Собчак, проверка Генпрокуратуры из-за её высказываний о принадлежности Крыма была начата по заявке Руслана Осташко.

### Конфликт с Томашем Мацейчуком
В 2017 году в эфире передачи «Место встречи» на НТВ возник скандал между Русланом Осташко и наёмным оппозиционером, поляком Томашем Мацейчуком, оскорбившим советских солдат-участников Великой Отечественной войны, назвав их «красными фашистами». Осташко ударил Мацейчука кулаком в лицо, ведущие и участники передачи прервали начавшуюся драку. В итоге отношения пришлось выяснять через несколько месяцев на боксёрском ринге. Ни один из участников поединка до этого профессионально боксом не занимался, подготовка к бою заняла около трёх месяцев.
Одним из организаторов боя был известный российский спортивный менеджер и промоутер Владимир Хрюнов при активном участии школы бокса Николая Валуева. Её основатель, депутат Государственной думы Николай Валуев также присутствовал на бое и был одним из судей поединка. Бой состоялся в Москве 22 февраля 2018 года, по решению судей победил Руслан Осташко.

### Противостояние с Д. Овсянниковым
28 июля 2016 года указом президента РФ Владимира Путина Овсянников был назначен временно исполняющим обязанности губернатора Севастополя. 10 сентября 2017 года одержал победу на выборах губернатора Севастополя.
Через полгода его деятельности на посту Руслан Осташко начал кампанию по критике Овсянникова (а также лояльного ему кандидата-самовыдвиженца Олега Гасанова) и продвижению кандидата от «Единой России» Татьяны Щербаковой, лояльной Алексею Чалому.
Поводом для критики губернатора назывались следующие вопросы:
- Провал исполнения федеральной целевой программы (исполнялась менее чем на 5 %,по сведениям Контрольно-счетной палаты)[27]
- Проблемы строительства канализационных очистных систем, пропавшие на них 2 млрд рублей[28] и проблемы реконструкции парка Победы[29]
- Испортил отношения с Общероссийским народным фронтом из-за затягивания сроков по созданию природного ландшафтного заповедника «Ласпи»[30]
- Испортил отношения с Законодательным собранием Севастополя, пытаясь обвинить председателя городского парламента в незаконном бездействии[31]
- Провален проект по строительству гражданского сектора аэропорта «Бельбек»[32]
- Ссора с главой Крыма Сергеем Аксёновым, провал «Единой России» на муниципальных выборах[33]

Руслан Осташко публиковал расследования на вышеуказанные темы на своём проекте «Политическая Россия», за что, по его словам, был неоднократно предупрежден о возможных последствиях для карьеры, но предупреждениям не внял, за что в период с 2018 по 2020 год его полностью убрали из всех эфиров федеральных телеканалов. Возвращение Осташко на телевидение произошло в январе 2021 года после отставки Овсянникова с поста губернатора и скандального увольнения с поста заместителя министра промышленности.

## Санкции
15 января 2023 года внесён в санкционный список Украины так как «пропагандирует и поддерживает войну против Украины в издании Политическая Россия».
17 марта 2023 года МИД Латвии ввёл санкции в отношении Осташко, запретив ему въезд в страну, в числе российских культурных деятелей поддержавших войну на Украине.
24 февраля 2025 года против Осташко персональные санкции ввел ЕС, так как он «несет ответственность за активную поддержку действий, подрывающих территориальную целостность, суверенитет и независимость Украины».

## Публикации
Руслан Осташко совместно с Александром Черниговским написал и опубликовал книгу «Путь прогрессора» — Москва : Прондо, 2023. Книга содержит 566 страниц, отпечатана тиражом в 1000 экземпляров.

## Награды
- Медаль «За труды в культуре и искусстве» (17 августа 2024 года) — за большой вклад в развитие отечественной культуры и искусства, многолетнюю плодотворную деятельность[41].